# سليمان بن يسار
أبو أيوب سليمان بن يسار مولى أم المؤمنين ميمونة بنت الحارث (34 هـ - 107 هـ) تابعي مدني، وأحد رواة الحديث النبوي، وواحد من فقهاء المدينة السبعة من التابعين.

## سيرته
ولد أبو أيوب سليمان بن يسار في المدينة المنورة سنة 34 هـ في خلافة عثمان بن عفان، وكان أبوه يسار من سبي فارس، وهو مولى لأم المؤمنين ميمونة بنت الحارث، وقيل أن سليمان نفسه كان لها عبدًا ثم كاتبها على حريته. نبغ سليمان في تلقي العلم في المدينة، حتى صار أحد فقهاء المدينة السبعة من التابعين. وقد ولاّه عمر بن عبد العزيز سوق المدينة حين كان عمر واليًا للمدينة في خلافة الوليد بن عبد الملك.
توفي سليمان بن يسار سنة 107 هـ، وهو ابن ثلاث وسبعين سنة. سليمان لديه أبناء اسمه عبد الله وعبد الملك.

## روايته للحديث النبوي
- روى عن: زيد بن ثابت وأبو واقد الليثي وأبي هريرة وعبد الله بن عمر بن الخطاب وعبيد الله بن عباس وعبد الله بن عباس وعائشة بنت أبي بكر وأم سلمة وميمونة بنت الحارث وعروة بن الزبير[2] وحسان بن ثابت وجابر بن عبد الله بن عمرو بن حرام ورافع بن خديج وأبي رافع مولى النبي وحمزة بن عمرو الأسلمي وأبي سعيد الخدري والربيع بنت معوذ وكريب مولى ابن عباس وعراك بن مالك وأبي مراوح الغفاري وعمرة بنت عبد الرحمن ومسلم بن السائب بن خباب[1] وجعفر بن عمرو بن أمية الضمري وطارق قاضي مكة وعبد الله بن الحارث بن نوفل وعبد الله بن عياش بن أبي ربيعة وعبد الرحمن بن جابر بن عبد الله وأخيه عبد الملك بن يسار ومالك بن أبي عامر الأصبحي ومسعود بن الحكم الزرقي والمقداد بن الأسود وأبي عبد الله المدني مولى الجندعيين وفاطمة بنت قيس الفهرية[7] ومحمد بن الأشعث.[8]
- روى عنه: أخوه عطاء بن يسار وابن شهاب الزهري وبكير بن عبد الله بن الأشج وعمرو بن دينار وعمرو بن ميمون بن مهران وسالم أبو النضر وربيعة الرأي وأبو الأسود يتيم عروة ويعلى بن حكيم ويعقوب بن عتبة وأبو الزناد وصالح بن كيسان ومحمد بن عمرو بن عطاء ومحمد بن يوسف الكندي ويحيى بن سعيد الأنصاري ويونس بن يوسف وعبد الله بن الفضل الهاشمي وعمرو بن شعيب ومحمد بن أبي حرملة وعبد الرحمن بن يزيد بن جابر وخثيم بن عراك بن مالك[1] وأسامة بن زيد الليثي وجعفر بن عبد الله بن الحكم الأنصاري والحارث بن عبد الرحمن بن أبي ذباب وحاضر بن المهاجر وخالد بن أبي عمران وزيد بن أسلم وسعيد بن زياد المكتب وصالح بن سعيد المؤذن وعبد الله بن أبي بكر بن محمد بن عمرو بن حزم وعبد الله بن دينار وعبد الله بن سعد الأنصاري وابنه عبد الله بن سليمان بن يسار وعبد الله بن فيروز الداناج وعبد الله بن يزيد الهذلي وعمران بن أبي أنس ومحمد بن عبد الرحمن بن عبيد مولى آل طلحة ومكحول الشامي ونافع مولى ابن عمر ويحيى بن أبي إسحاق الحضرمي ويزيد بن أبي حبيب.[7]
- الجرح والتعديل: قال ابن سعد: «كان ثقة، عالمًا، رفيعًا، فقيهًا، كثير الحديث»،[2] وقال أبو زرعة الرازي: «ثقة، مأمون، فاضل، عابد»، وقال النسائي: «أحد الأئمة»،[4] وقد وثّقه يحيى بن معين،[1][4] وروى له الجماعة.[9]

## مكانته الدينية
قال عنه الذهبي: «كان من أوعية العلم»، وقال الزُهري: «كان من العلماء»، وقال أبو الزناد: «كان ممن أدركت من فقهاء المدينة وعلمائهم ممن يرضى وينتهى إلى قولهم سعيد بن المسيب وعروة والقاسم وأبو بكر بن عبد الرحمن وخارجة بن زيد وعبيد الله بن عبد الله بن عتبة وسليمان بن يسار، في مشيخة أجلة سواهم من نظرائهم أهل فقه وصلاح وفضل»، وقال الحسن بن محمد بن الحنفية: «سليمان بن يسار عندنا أفهم من سعيد بن المسيب»، وقال مالك بن أنس: «كان سليمان بن يسار من علماء الناس بعد سعيد بن المسيب، وكان كثيرًا ما يوافق سعيدًا، وكان سعيد لا يجترئ عليه». وقد ذكر أبو الزناد أنه كان يجتهد في الصوم، فقال: «كان سليمان بن يسار يصوم الدهر، وكان أخوه عطاء يصوم يومًا، ويفطر يومًا».